# Igor Karačić
Igor Karačić (ur. 2 listopada 1988 w Mostarze) – chorwacki piłkarz ręczny, środkowy rozgrywający, od 2019 zawodnik Vive Kielce.
Reprezentant Chorwacji, brązowy medalista mistrzostw Europy (2016). Zwycięzca Ligi Mistrzów w barwach Vardara Skopje (2016/2017).

## Kariera klubowa
Wychowanek Zrinjskiego Mostaru. W latach 2007–2009 występował w RK Metković, następnie był graczem RK Čakovec. W latach 2010–2012 grał w Bosni Sarajewo, z którą w sezonie 2010/2011 zdobył mistrzostwo Bośni i Hercegowiny. Będąc zawodnikiem stołecznego klubu, rozegrał w Lidze Mistrzów 13 meczów i rzucił 67 goli.
W lutym 2012 został zawodnikiem Vardara Skopje. Z zespołem tym zdobył pięć mistrzostw Macedonii, sześć Pucharów Macedonii oraz dwa Superpuchary Macedonii. Będąc graczem Vardaru, zaczął regularnie grać w Lidze Mistrzów (w ciągu pięciu sezonów rzucił w niej 272 bramki). W sezonie 2016/2017, w którym rozegrał 18 meczów i zdobył 53 gole, wygrał ze swoją drużyną LM. Ponadto w sezonie 2014/2015, w którym rozegrał 14 spotkań i rzucił 74 bramki, zajął 9. miejsce w klasyfikacji najlepszych strzelców LM. Wraz z Vardarem występował też w Lidze SEHA, pięciokrotnie zwyciężając w tych rozgrywkach: w sezonach 2011/2012, 2013/2014 (18 meczów, 59 goli), 2016/2017 (18 meczów, 59 goli), 2017/2018 (17 meczów, 43 gole) oraz 2018/2019 (15 meczów, 36 goli). Grając w Lidze SEHA otrzymywał także nagrody indywidualne: został wybrany najlepszym środkowym rozgrywającym sezonu zasadniczego (2018/2019) oraz dwukrotnie uznano go najlepszym środkowym rozgrywającym Final Four (2012/2013 i 2013/2014). W 2017 uczestniczył w Super Globe (3. miejsce), w którym rozegrał trzy mecze i zdobył dziewięć goli.
W lipcu 2019 zostanie zawodnikiem Vive Kielce, z którym podpisał trzyletni kontrakt.

## Kariera reprezentacyjna
W 2006 zdobył mistrzostwo Europy U-18 – podczas turnieju, który odbył się w Estonii, rozegrał siedem meczów i rzucił 16 goli. W 2007 wywalczył srebrny medal mistrzostw świata U-19 w Bahrajnie. W 2008 wystąpił w mistrzostwach Europy U-20 w Rumunii, w których rozegrał siedem spotkań i zdobył 28 bramek.
W 2016 uczestniczył w igrzyskach olimpijskich w Rio de Janeiro (5. miejsce), w których rozegrał sześć meczów i zdobył 12 goli.
W 2015 uczestniczył w mistrzostwach świata w Katarze, w których rozegrał dziewięć meczów i zdobył 21 goli. W 2019 wziął udział w mistrzostwach świata w Danii i Niemczech, podczas których wystąpił w dziewięciu spotkaniach i rzucił 20 bramek.
W 2016 wywalczył brązowy medal mistrzostw Europy – podczas turnieju, który odbył się w Polsce, rozegrał osiem meczów i zdobył 12 goli. W 2018 uczestniczył w mistrzostwach Europy w Chorwacji, w których wystąpił w siedmiu spotkaniach i rzucił 16 bramek.

## Sukcesy
Bosna Sarajewo
- Mistrzostwo Bośni i Hercegowiny: 2010/2011

Vardar Skopje
- Liga Mistrzów: 2016/2017
- Liga SEHA: 2011/2012, 2013/2014, 2016/2017, 2017/2018, 2018/2019
- Mistrzostwo Macedonii: 2012/2013, 2014/2015, 2015/2016, 2016/2017, 2017/2018
- Puchar Macedonii: 2011/2012, 2013/2014, 2014/2015, 2015/2016, 2016/2017, 2017/2018
- Superpuchar Macedonii: 2017, 2018

Reprezentacja Chorwacji
- 3. miejsce w mistrzostwach Europy: 2016
- Mistrzostwo Europy U-18: 2006
- 2. miejsce w mistrzostw świata U-19: 2007

Indywidualne
- Najlepszy środkowy rozgrywający Ligi SEHA: 2018/2019[4] (Vardar Skopje)
- Najlepszy środkowy rozgrywający Final Four Ligi SEHA: 2012/2013[5], 2013/2014[6] (Vardar Skopje)

## Życie prywatne
Młodszy brat Ivana Karačicia – piłkarza ręcznego, reprezentanta Bośni i Hercegowiny; starszy brat Gorana Karačicia – piłkarza nożnego, młodzieżowego reprezentanta Bośni i Hercegowiny.

## Odznaczenia
- W 2017 odznaczony Medalem za Zasługi dla Republiki Macedonii[17].